# Andrzej Chodkowski
Andrzej Chodkowski (ur. 25 lutego 1932 w Warszawie) – polski muzykolog, pedagog, publicysta.

## Życiorys
W 1958 ukończył studia z zakresu muzykologii u Zofii Lissy i Józefa Michała Chomińskiego na Uniwersytecie Warszawskim. W 1964 uzyskał stopień doktora na podstawie pracy Klasyczna forma sonatowa w twórczości kameralnej Ludwiga van Beethovena .
Od 1951 do 1986 wykładał w Instytucie Muzykologii Uniwersytetu Warszawskiego, w latach 1976–1988 kierował jego Zakładem Powszechnej Historii Muzyki, obecnie ma status docenta emerytowanego. W latach 1986–1988 był profesorem w Hochschule für Musik und darstellende Kunst w Grazu, a w latach 1994–2000 profesorem Akademii Muzycznej w Warszawie. Wykształcił 6 doktorantów i ponad 40 magistrów. W latach 1956–1959 pracował także w Instytucie Sztuki Polskiej Akademii Nauk jako asystent i sekretarz redakcji kwartalnika „Muzyka” .
Był prezesem Związku Kompozytorów Polskich (1989–1993) i dwukrotnie jego wiceprezesem (1969–1971 i 1981–1985) . Był także we władzach Warszawskiego Towarzystwa Muzycznego, Towarzystwa Muzycznego im. Karola Szymanowskiego, rady naukowej Towarzystwa im. Fryderyka Chopina, Komitetu Nauk o Sztuce PAN, a w 1960 – sekretarzem naukowym Międzynarodowego Kongresu Chopinowskiego w Warszawie .
W swojej pracy dydaktycznej i naukowej Andrzej Chodkowski koncentrował się na historii muzyki XVIII i XIX wieku ze szczególnym uwzględnieniem związków między muzyką polską i włoską. Duże znaczenie mają jego prace z zakresu teorii formy sonatowej . Współpracował z redakcją wydawnictw muzykologicznych PWN, pisał artykuły publicystyczne i eseje w czasopismach (m.in. w „Ruchu Muzycznym”, „Studiu”, „Przeglądzie Katolickim”). Opracował ponad 500 audycji dla Polskiego Radia, m.in. w latach 1977–1980 zrealizował cykl 114 audycji radiowych Ludwiga van Beethovena opera omnia, a w latach 1991–1998 cykl 293 audycji  Wolfganga Amadeusza Mozarta dzieła wszystkie. Jest twórcą Encyklopedii muzyki (1995, ISBN 83-01-11390-1), która powstała w oparciu o jego wieloletnie doświadczenia redakcyjne nad Małą encyklopedią muzyki (1981).

## Odznaczenia i nagrody
- 1976 – Srebrny Krzyż Zasługi
- 1979 – Złoty Krzyż Zasługi
- 1998 – Nagroda Związku Kompozytorów Polskich
- 2001 – Medal Komisji Edukacji Narodowej